# Пфальц-Нейбург
Княжество Пфальц-Нейбург или Пфальц-Нойбург (нем. Fürstentum Pfalz-Neuburg) — государственное образование в составе Священной Римской империи, существовавшее в период 1505—1798 годов со столицей в городе Нойбург-на-Дунае. Принадлежало одной из ветвей пфальцских Виттельсбахов.

## История
Княжество было создано в 1505 году по решению императора Максимилиана I от 30 июля 1505 года во время рейхстага в Кёльне, по итогам войны за Ландсхутское наследство из части замель герцогства Бавария-Ландсхут. Война закончилась со смертью в 1504 году одних из претендентов на престол герцогства — дочери герцога Георга Баварско-Ландсхутского Елизаветы и её мужа Рупрехта Пфальц-Фрайзингского. Таким образом, основная территория отошла Мюнхенской линии Дома Виттельсбахов. Тем не менее, для соблюдения интересов двух малолетних внуков Георга, Отто Генриха и Филиппа, оставшихся сиротами, и было образовано герцогство Пфальц-Нойбург.
Княжество представляло собой раздробленный регион от верхнего Дуная во Франконии до северной части Верхнего Пфальца. Столицей новообразованных владений был избран Нойбург-на-Дунае. Из-за того, что оба наследника ещё не достигли совершеннолетия, их другой дед, курфюрст Пфальца Филипп, был назначен регентом. После его смерти в 1508 году опекунство перешло к дяде малолетних герцогов, младшему сыну Филиппа Фридриху.
В 1535 году братья разделили герцогство между собой, однако после смерти бездетного младшего Филиппа, герцогство полностью перешло под власть Отто Генриха. После смерти своего дяди, ставшего к тому времени курфюрстом Фридрихом II, в 1556 году Отто Генрих унаследовал титул курфюрста Пфальцского. Вслед за этим, Отто Генрих в 1557 году уступил своё герцогство Вольфгангу Пфальц-Цвейбрюккенскому, которое вошло в состав Пфальц-Цвейбрюккена.
Последний умер в 1569 году. В завещании пфальцграф Вольганг разделил свои владения между пятью сыновьями, выделив каждому по уделу: Пфальц-Нойбург, Пфальц-Цвейбрюккен, Пфальц-Зульцбах, Пфальц-Фоэнштраус и Пфальц-Биркенфельд. Таким образом образовалась новая линия Пфальц-Цвейбрюккен-Нойбург, основателем которой стал герцог Филипп-Людвиг. При нём Пфальц-Нойбург в 1608 году вступил в Протестантскую унию.

## Герцоги Пфальц-Нойбурга
- Два малолетних брата, первый под регентством курфюрста Пфальца Фридриха II
  - Отто Генрих, 1505—1559 годы (курфюрст Пфальца с 1556 года)
  - Филипп 1505—1541 годы

### Линия Пфальц-Цвейбрюккен-Нойбург
- Вольфганг, 1559—1569 годы
- Филипп Людвиг, 1569—1614 годы
- Вольфганг-Вильгельм, 1614—1653 годы
- Филипп Вильгельм, 1653—1690 годы (также курфюрст Пфальца с 1685 года)
- Иоганн-Вильгельм, 1690—1716 годы (курфюрст Пфальца с 1690 года)
- Карл Филипп, 1716—1742 (курфюрст Пфальца с 1716 года)

После смерти курфюрста Карла Филиппа в 1742 году все его территории, в том числе и Пфальц-Нойбург передаются Пфальц-Зульцбахской линии Виттельсбахов. Карл Теодор из этой линии был потомком пфальцграфа Зульцбахского Августа, брата Вольфганга Вильгельма.

### Линия Пфальц-Зульцбах
- Карл Теодор, 1742—1799 годы (курфюрст Пфальца с 1742 года, курфюрст Баварии с 1777 года)